# Нацукава, Сиина
Сиина Нацукава (яп. 夏川 椎菜 Нацукава Сиина, род. 18 июля 1996 года, Тиба, Япония) — японская сэйю и певица. Сотрудничает с компанией Music Ray’n. Она вместе со своими коллегами Сорой Амамией и Момо Асакурой образовала группу TrySail.

## Роли
Наиболее значимые роли (озвучивание главных персонажей) выделены жирным шрифтом.

### Аниме-сериалы
2012
- Aikatsu! — Ая Хирасака, Митиру Куросава, Нана Юдзуки
- My Little Monster — студентка Г

2013
- Gaist Crusher — голос в эфире
- Silver Spoon — студентка А
- Jewelpet Happiness — студентка
- Wanna Be the Strongest in the World — зрительница
- A Certain Scientific Railgun S — девочка

2014
- One Week Friends — Ямадзато
- Witchcraft Works — Канна Уцуги
- Your Lie in April — девочка
- Bladedance of Elementalers — Мейнас
- Celestial Method — Нонока Комия
- Locodol — Адзуки Тэрагасаки

2015
- Aldnoah.Zero — Лемрина Верс Энверс
- Classroom Crisis — Аки Каминагая
- Ultimate Otaku Teacher — Моэми Кусинада, студентка, Юи
- Fairy Tail — член Саблезубого Тигра, мальчик
- PriPara — Мируку
- Monster Musume — Польт

2016
- Dimension W — Итиго Юридзаки
- High School Fleet — Акэно Мисаки
- Bungo Stray Dogs — Гин

2017
- Interviews with Monster Girls — Юки Кусакабе
- Re:Creators — Хикаю Хосикава
- PriPri Chi-chan!! — Кокку-тян

### Анимационные фильмы
2014
- The Idolmaster Movie: Beyond the Brilliant Future! — Анна Мотидзуки

### OVA
2016
- Monster Musume — Польт

### Видеоигры
2013
- Idolmaster Million Live! — Анна Мотидзуки

2014
- Freedom Wars — Мари «Арма» Милан

2015
- School Fanfare — Карин Сирамото

2016
- Yome Collection — Акэно Мисаки

2017
- THE iDOLM@STER Million Live!: Theater Days — Анна Мотидзуки
- World of Warships — Акэно Мисаки
- Mahou Shoujo Madoka Magica: Magia Record — Цуруно Юи
- Ayakashi Hyakkiyagyuu ~Kiwami~ — Юки Кусакабэ
- ANONYMOUS;CODE — Момо Аидзаки

2018
- PROJECT AQUA — Сесилия Раббит, Тарур Крочет
- Super Smash Bros. Ultimate — Тренер покемонов (девушка)
- DESTINY CHILD — Ситри

## Дискография
| Дата релиза     | Наименование                                                      | Топ    | Топ                               |
| Дата релиза     | Наименование                                                      | Oricon | Billboard Japan Top Singles Sales |
| --------------- | ----------------------------------------------------------------- | ------ | --------------------------------- |
| 5 апреля 2017   | Grapefruits Moon (яп. グレープフルーツムーン)                     | 7      | 8                                 |
| 30 августа 2017 | Furari, Korori, Karan, Koron (яп. フワリ、コロリ、カラン、コロン) | 14     | 20                                |
| 18 июля 2018    | Parade (яп. パレイド)                                             | 10     | 10                                |